# 劉永泰
劉永泰（1979年5月31日—），生於香港，2005年畢業於香港演藝學院電影電視系（導演系），校內導演作品《我邨住你》曾獲第八屆「兩岸四地學生電影錄像節」評審團大獎。畢業後開始從事電影電視工作，曾任製作助理、副導、副導助理等工作。2007年首度與彭順等六人聯合編導電影《愛‧鬥大》，另於2007及2008年為香港電台的外判劇集擔任導演。Vow Production製作公司創辦人之一。

## 導演作品
- 愛鬥大 (2008)
- 愛出貓 (2009)
- 天下父母心可憐 (2012)
- 催眠裁決 (2019)

## 外部連結
- 劉永泰在互联网电影资料库（IMDb）上的資料（英文）（英文）
- 劉永泰在香港影庫上的簡介
- 劉永泰在时光网上的簡介（简体中文）